# Colette Rosambert
Colette Rosambert (Parigi, 10 dicembre 1910 – Parigi, 17 aprile 1987) è stata una tennista francese.

## Biografia
Celebre tennista dei primi decenni del XX secolo, vinse nel 1932 il doppio femminile alle Internazionali d'Italia insieme a Lolette Payot battendo in finale la coppia composta da Dorothy Andrus e Lucia Valerio con un punteggio di 7-5, 6-3
L'anno successivo giunse in finale nel doppio degli Internazionali di Francia 1933 con la connazionale Sylvie Jung Henrotin perdendo contro la coppia formata da Simonne Mathieu e Elizabeth Ryan con il punteggio di 6-1, 6-3.